# برانا
برانا (به انگلیسی: Barana) یک منطقهٔ مسکونی در پاکستان است که در ناحیه چنیوت واقع شده‌است.